# مفت‌سواری

ترین هاپینگ

 مفت سواری یا ترین‌هاپینگ (به انگلیسی train hopping) استفاده مخفیانه از وسایل حمل و نقل ریلی به منظور انتقال مسافراست.
در آمریکا ترین‌هاپینگ از زمان جنگ داخلی آمریکا به یک روش متداول برای سفر تبدیل شد. گسترش خط آهن به سمت غرب در محبوبیت این روش به ویژه در میان مهاجرانی که آن‌ها را دوره‌گرد خطاب می‌کردند مؤثر بود. در دوران بحران‌های مالی برای مثال در زمان رکود بزرگ محبوبیت ترین‌هاپینگ رو به افزایش رفت. امروزه به دلایل مختلفی این روش کمتر مورد استفاده قرار می‌گیرد. با این حال جامعه ترین‌هاپینگ هنوز هم پا بر جاست.

## روش‌ها
به‌طور معمول، مفت سواران با اطلاع از مسیر خط آهن و محل تعویض ریل قطار، در محل مناسب مخفی شده و منتظر می‌مانند. اطلاع از محل مناسب می‌تواند از دیگر مسافران اخذ می‌شود. بسته به شکل و فضای پیرامون محوطه خط آهن مفت‌سواران با تنظیم سرعت خود و قطار در لحظه مناسب قطار را گرفته و سوار آن می‌شوند. این روش را «شکار مگس» نیز می‌نامند. به‌طور کلی، آگاهی کامل از نقشه خط آهن و مسیر حرکت قطارها برای مفت‌سواران ضروری است. این کار می‌تواند از طریق تماس با اپراتور شرکت راه‌آهن یا خودآگاهی از مسیرهای خطوط ریلی انجام گیرد. عموماً روش کار چنین است که مفت‌سواران در فضای اطراف ریل راه‌آهن مخفی شده و منتظر می‌مانند تا دو قطار با مسیر حرکت موازی با یکدیگر روبرو شوند. با توقف یا کم شدن سرعت هر کدام از قطارها، امکان سوار شدن میسر خواهد شد.

## شرایط فعلی
مفت‌سواری در اقصی نقاط جهان و در هر منطقه در یک قالب انجام می‌شود. در بعضی مناطق این عمل حساس‌تر بوده و می‌تواند جرم تلقی شود در حالی در دیگر مناطق سخت‌گیری در مورد این کار کمتر است.
در آمریکا، جزوه معروف  در بر دارنده نکات قابل توجهی پیرامون مسیرها و مکان‌های مناسب ترین‌هاپینگ است. این جزوه به صورت زیرزمینی و با رعایت کامل راز داری بین مفت‌سواران دست به دست می‌شود. دسترسی عمومی به این اطلاعات می‌تواند برای ترین‌هاپرها خطرآفرین باشد و ریسک سفر آن‌ها را بالا ببرد. پلیس قطار با آگاهی از این سبک سفر بیش از پیش به آن حساس شده و در پی مفت‌سواران واگن‌های خالی قطارها را مورد بازدید قرار می‌دهد. با این حال، با وجود گسترش جی پی اس، تلفن‌های هوشمند و نقشه‌های آنلاین و رادیوها این اطلاعات درون‌گروهی اهمیت خود را برای تازه واردها از دست داده است و بسیاری از اطلاعات ارزشمند ۲۰ سال گذشته امروز به بدیهیات تبدیل شده‌است.